# Clio (Iowa)
Clio és una població dels Estats Units a l'estat d'Iowa. Segons el cens del 2000 tenia 91 habitants.

## Demografia
Segons el cens del 2000, Clio tenia 91 habitants, 37 habitatges, i 29 famílies. La densitat de població era de 47,5 habitants per km².
Dels 37 habitatges en un 24,3% hi vivien nens de menys de 18 anys, en un 67,6% hi vivien parelles casades, en un 5,4% dones solteres, i en un 21,6% no eren unitats familiars. En el 21,6% dels habitatges hi vivien persones soles el 13,5% de les quals corresponia a persones de 65 anys o més que vivien soles. El nombre mitjà de persones vivint en cada habitatge era de 2,46 i el nombre mitjà de persones que vivien en cada família era de 2,79.
Per edats la població es repartia de la següent manera: un 22% tenia menys de 18 anys, un 5,5% entre 18 i 24, un 15,4% entre 25 i 44, un 30,8% de 45 a 60 i un 26,4% 65 anys o més.
L'edat mediana era de 50 anys. Per cada 100 dones de 18 o més anys hi havia 115,2 homes.
La renda mediana per habitatge era de 42.813 $ i la renda mediana per família de 44.688 $. Els homes tenien una renda mediana de 54.583 $ mentre que les dones 13.750 $. La renda per capita de la població era de 14.362 $. Entorn del 10,3% de les famílies i el 10,8% de la població estaven per davall del llindar de pobresa.

## Poblacions més properes
El següent diagrama mostra les poblacions més properes.